# Ковалик, Йозеф
Йозеф Ковалик (словац. Jozef Kovalík; род. 4 ноября 1992, Братислава) — словацкий профессиональный теннисист; победитель двух «челленджеров» в одиночном разряде. Высшая позиция в одиночном рейтинге — 80 (22 октября 2018 года).

## Биография
Йозеф Ковалик родился 4 ноября 1992 года в Братиславе, Словакия. Йозеф — правша, в настоящее время проживает в Словакии, тренируется у Ладислава Симона. Теннисом занимается с самого раннего детства — с 6 лет.
Йозеф Ковалик предпочитает матчи на грунтовых кортах. Из всех побед теннисиста более 70 % были одержаны именно на грунте. По данным статистики процент выигранных матчей Йозефом Коваликом на грунте 65,49 %.

## Спортивная карьера

#### 2010
Ковалик вместе с Филипом Хоранским завоевал бронзовую медаль в парном разряде на летних юношеских Олимпийских играх 2010 года.

#### 2014
Свой первый титул он завоевал 17 августа 2014 года, обыграв второго сеянного Андрея Кузнецова, и он стал четвертым игроком, выигравшим титул ATP Challenger, находясь вне топ-300.

#### 2016
Ковалик сыграл свой первый матч на турнире мирового тура ATP 5 января 2016 года в Ченнаи, где он проиграл в первом раунде.
Он сыграл свой первый матч на Большом шлеме 18 января 2016 года в Australian Open, где он проиграл товарищу по квалификации Марко Трунгеллити в первом туре.
В 2016, на турнире в Индиан Уэллсе, Ковалик выиграл свой первый матч в сетке ATP, победив француза Пьер-Юга Эрбера в первом туре, но проиграл в двух Тай-брейках в последующем раунде одаренному таланту Доминику Тиему. Несмотря на проигрыш, его теннис был чрезвычайно высокого качества. Ковалик не только смог выигрывать очки на своей первой подачи, но и использовал эффективную ударную вторую подачу. Кроме того, он играл в интеллектуальный теннис. Во время матча за ним наблюдали товарищи по сборной Словакии и тренер Новака Джоковича Мариан Вайда.
В 2016 году Ковалик выиграл Кубок Капри. Его второй титул на турнире ATP Челленджер.

#### 2018
В начале февраля 2018 года на Открытом чемпионате Софии по теннису, словак успешно сыграл и сумел дойти до полуфинале, в котором уступил Мариусу Копилу из Румынии. В июне 2018 года выиграл челленджер в Словакии. Это был первый титул Йозефа за последние 2 года в одиночном разряде. В 1/2 финала Ковалик легко разделался с чехом Зденеком Коларом со счётом 2-0 (6-1 6-2), после чего, также без особого труда, смог завоевал титул, обыграв теннисиста из Бельгии Артура Де Грефа со счётом 2-0 (6-4 6-0).

#### 2019
На Открытом чемпионате США проиграл в первом раунде Аляжу Бедене в трёх сетах. На Открытом чемпионате США 2019 в парном разряде вместе с Альбертом Рамосом дошли до второго круга, но уступили паре Лукаш Кубот/Марсело Мело.
2020
На Открытом чемпионате Австралии 2020 года в первом раунде проиграл испанцу Пабло Карреньо Буста в четырёх сетах.